# Kirchenpaueria plumularioides
Kirchenpaueria plumularioides är en nässeldjursart som först beskrevs av Clark 1876.  Kirchenpaueria plumularioides ingår i släktet Kirchenpaueria och familjen Kirchenpaueriidae. Inga underarter finns listade i Catalogue of Life.